# Třída Duca degli Abruzzi
Třída Duca degli Abruzzi byla třída lehkých křižníků italského královského námořnictva. Jednalo se o pátou a poslední skupinu rozsáhlé třídy Condottieri. Celkem byly postaveny dvě jednotky této třídy. Ve službě byly v letech 1937–1976. Oba byly nasazeny ve druhé světové válce. Po válce je dále provozovalo obnovené italské námořnictvo. Giuseppe Garibaldi byl dokonce přestavěn na raketový křižník. Byly to nejlepší postavené italské lehké křižníky.

## Sravba
Těmito plavidly byl završen vývoj italské třídy Condottieri, neboť stavba poslední plánované dvojice Constanzo Ciano a Venezia byla roku 1940 zrušena. Křižníky byly o něco větší než u předchozí třídy Duca d'Aosta a konstrukčně se již od svých předchůdců výrazně lišily. Měly vylepšené pancéřování a zesílenou výzbroj. Zatímco předcházející křižníky prvních čtyř skupin Condottieri nesly osm 152mm kanónů ve čtyřech dvoudělových věžích, třída Duca degli Abruzzi nesla o dva kanóny více, jelikož dvě ze čtyř jejich věží byly třídělové. Naopak rychlost byla v tomto případě nižší. Celkem byly postaveny dvě jednotky této třídy. Jejich stavba byla zahájena roku 1933, roku 1936 byly spuštěny na vodu a roku 1937 byly zařazeny do služby.
Jednotky třídy Duca degli Abruzzi:
| Jméno                              | Loděnice      | Založení kýlu | Spuštěna       | Vstup do služby   | Poznámka                                     |
| ---------------------------------- | ------------- | ------------- | -------------- | ----------------- | -------------------------------------------- |
| Luigi di Savoia Duca degli Abruzzi | OTO, Muggiano | 1933          | 21. dubna 1936 | 1. prosince 1937  | Vyřazen 1961.                                |
| Giuseppe Garibaldi                 | CRDA, Terst   | 1933          | 21. dubna 1936 | 10. prosince 1937 | Přestavěn na raketový křižník, vyřazen 1972. |

## Konstrukce

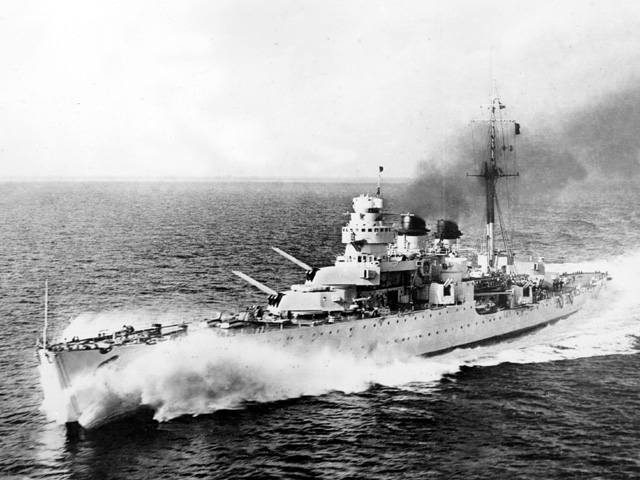
Luigi di Savoia Duca degli Abruzzi

Hlavní výzbroj představovalo deset 152mm kanónů nového modelu, které byly umístěny ve dvou dvoudělových a dvou třídělových věžích. Doplňovalo je osm 100mm kanónů, osm 37mm kanónů, osm 13,2mm kulometů a šest 533mm torpédometů. Neseno mohlo být až 108 min. Křižníky byly vybaveny dvěma katapulty a až čtyřmi hydroplány. Pohonný systém tvořilo osm kotlů a dvě sestavy turbín o výkonu 100 000 hp, pohánějící dva lodní šrouby. Nejvyšší rychlost dosahovala 34 uzlů. Dosah byl 4125 námořních mil při rychlosti 17 uzlů.

### Modifikace

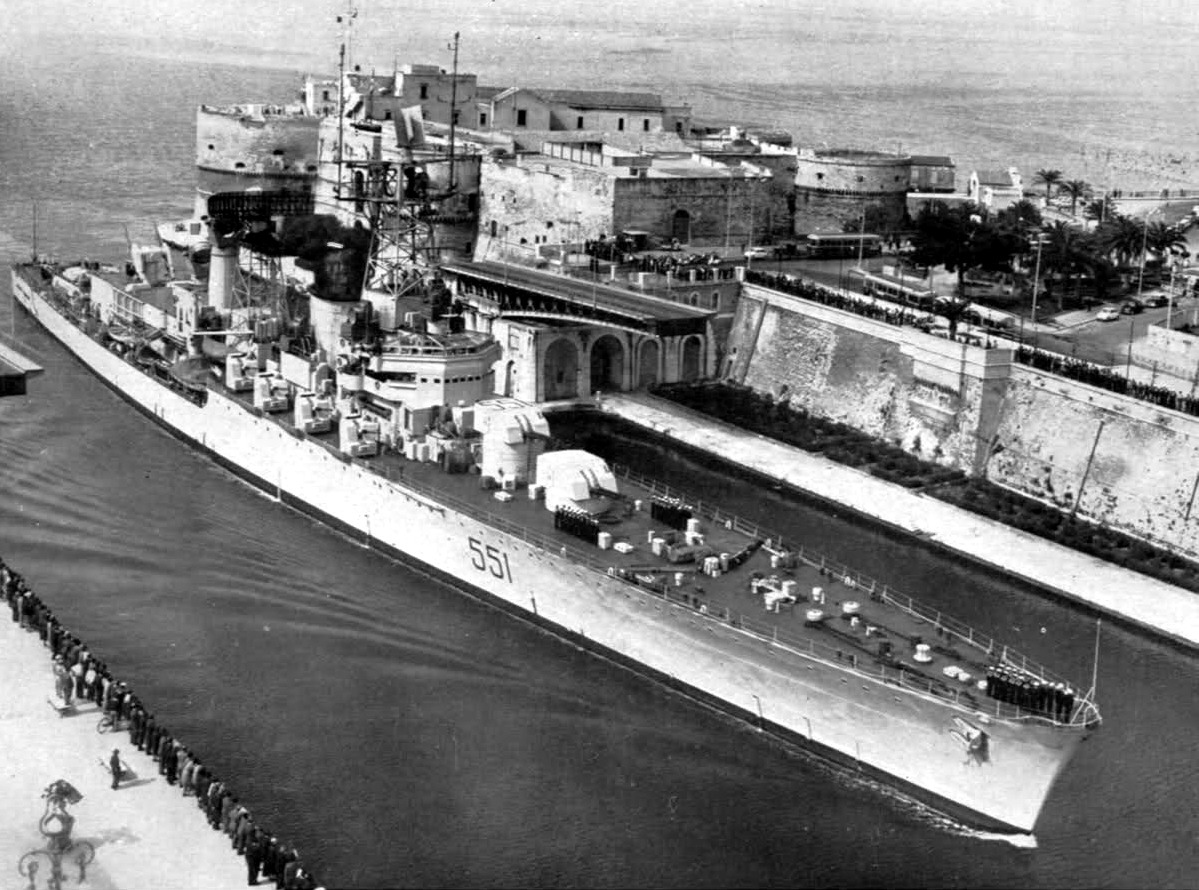
Modernizovaný křižník Giuseppe Garibaldi

Roku 1943 byly odstraněny kulomety. V letech 1945–1946 byly sejmuty torpédomety a katapulty. Upraveno bylo složení výzbroje. V letech 1950–1953 proběhla modernizace. Upravena byla nástavba, instalovány byly americké radary, demontovány byly obě třídělové věže a novou lehkou výzbroj představovalo dvacet čtyři 40mm kanónů. Po demontáži dvou kotlů klesl výkon pohonného systému na 85 000 hp a rychlost na 29 uzlů.
Křižník Giuseppe Garibaldi byl v letech 1957–1962 výrazně modernizován na raketový křižník. Vzhled plavidla se radikálně proměnil. Na přídi byly instalovány čtyři 135mm kanóny ve dvoudělových věžích, které doplnilo osm 76,2mm kanónů. Na zadní nástavbě byl umístěn dvojnásobný protiletadlový raketový komplet RIM-2 Terrier se zásobou 72 střel. Na zádi navíc byla čtyři sila pro balistické rakety UGM-27 Polaris. Balistickými raketami měl být křižník vyzbrojen v případě války a během své služby je nakonec nenesl. Modernizovaný pohonný systém umožňoval zvýšení výkonu na 100 000 hp a rychlosti na 30 uzlů.

## Operační služba
Křižníky bojovaly v červenci 1940 v bitvě u Punta Stilo a v březnu 1941 v bitvě u Matapanu. Dne 27. července 1942 Giuseppe Garibaldi vážně poškodilo torpédo vypuštěné britskou ponorkou třídy U HMS Upholder (P37). Opravy trvaly čtyři měsíce. V červnu 1942 byl Giuseppe Garibaldi nasazen proti britskému konvoji, vyslanému během Operace Vigorous.
Oba křižníky válku přečkaly a po ní zůstaly v obnoveném italském námořnictvu. Luigi di Savoia Duca degli Abruzzi byl vyřazen v roce 1961. Giuseppe Garibaldi byl v letech 1957–1962 přestavěn na raketový křižník. V letech 1962–1969 byl vlajkovou lodí italského námořnictva. Vyřazen byl roku 1972.